# Expedición Oso Polar

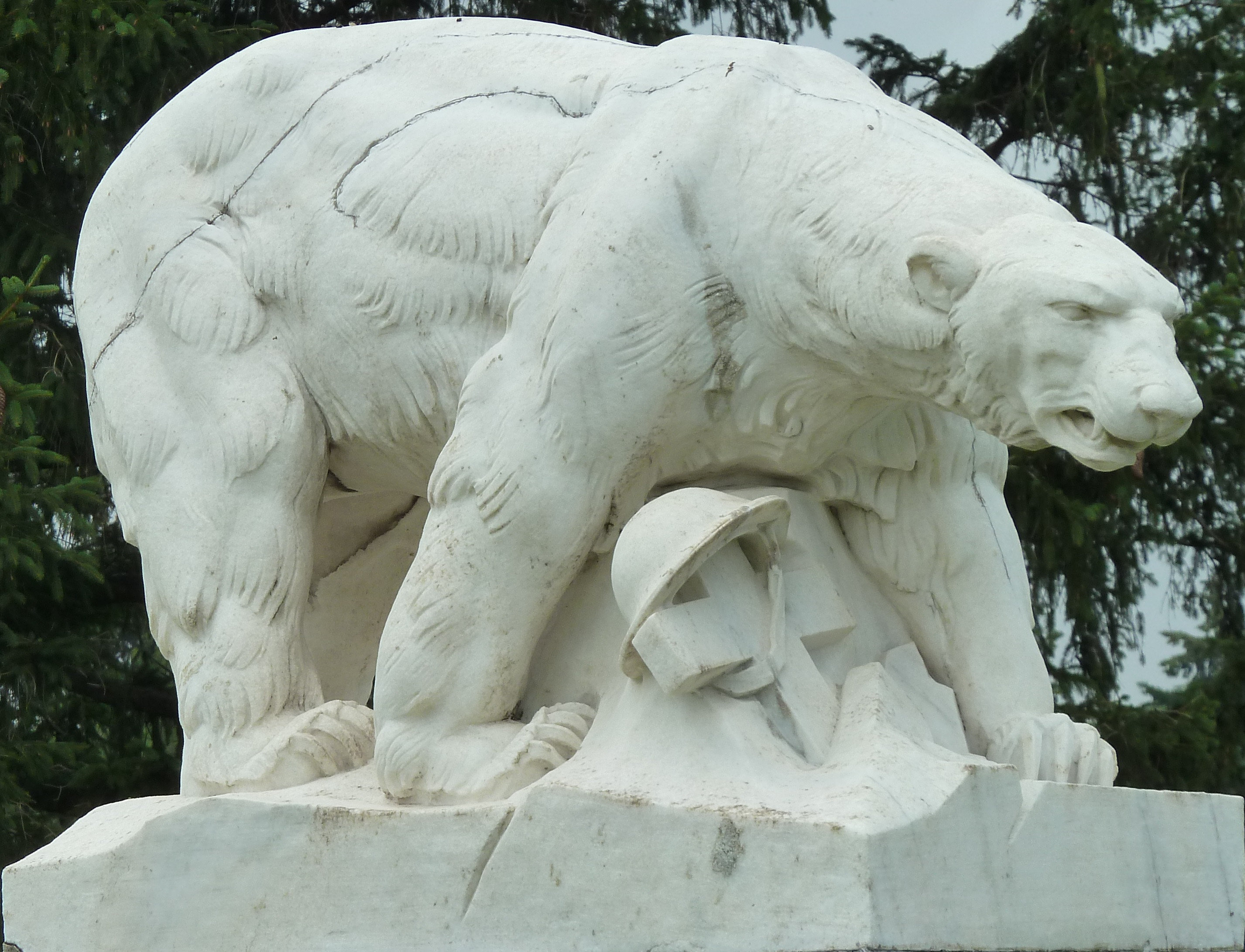
Memorial del Oso Polar en el cementerio de White Chapel de Troy, Míchigan.

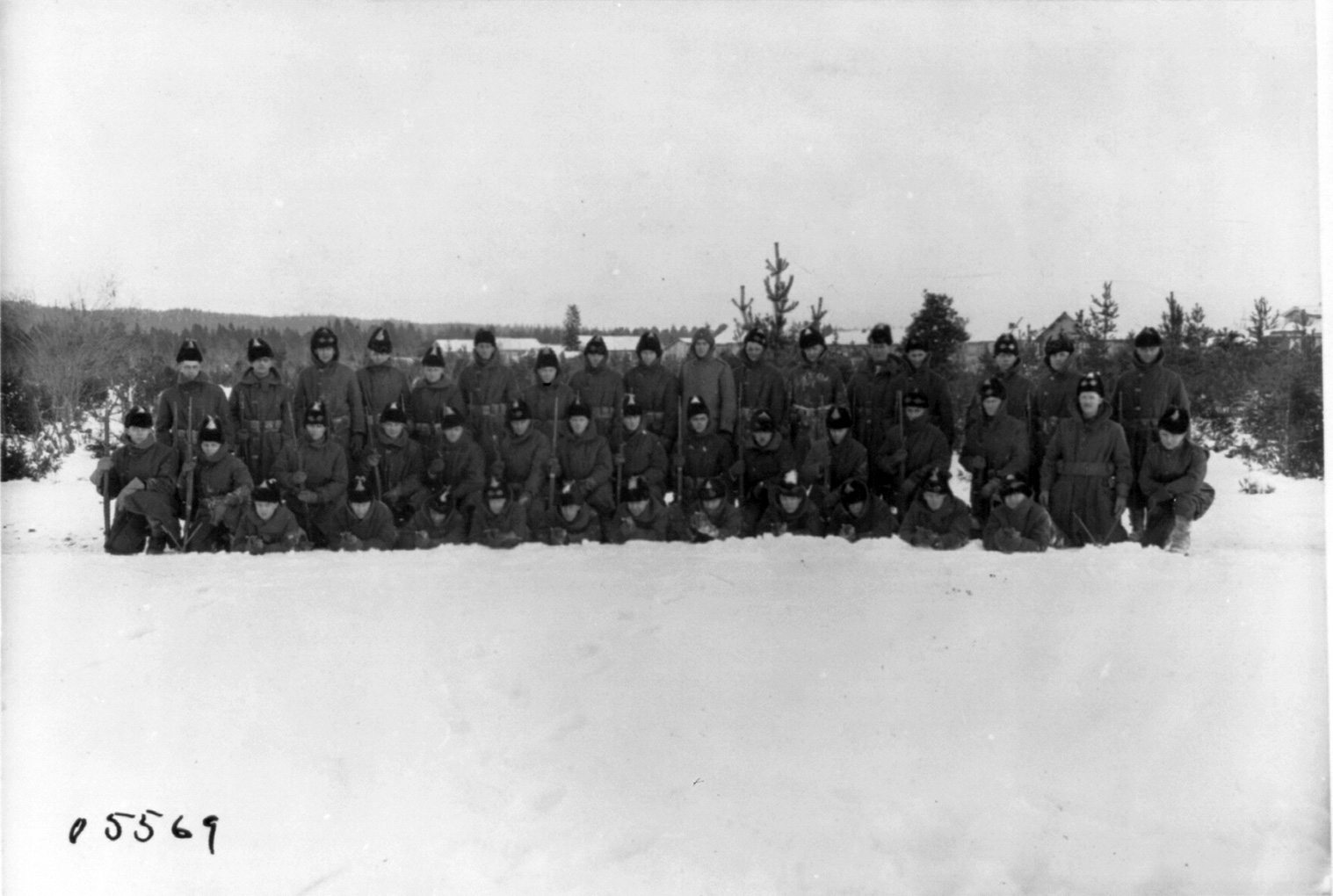
Expedicionarios.

La Fuerza Expedicionaria Americana del Norte de Rusia, también conocida como Expedición Oso Polar, fue un contingente de unos 5.000 miembros del Ejército de los Estados Unidos que ocuparon Arcángel, en Rusia, como parte de la intervención aliada en la guerra civil rusa, y que combatieron al Ejército Rojo en los alrededores de la región entre septiembre de 1918 y julio de 1919.

## Historia
El presidente de los Estados Unidos  Woodrow Wilson envió la Expedición Oso Polar a Rusia en respuesta a la petición de los gobiernos del Reino Unido y Francia para unirse a la intervención aliada en el norte de Rusia (también conocida como campaña del norte de Rusia). Los británicos y los franceses tenían tres objetivos en esta intervención:
- Evitar que las reservas de material de guerra aliadas de Arcángel, almacenadas originalmente para el recientemente rendido frente oriental de la I Guerra Mundial, cayesen en manos alemanas o bolcheviques.
- Montar una ofensiva para rescatar a la Legión Checoslovaca, que quedó varada a lo largo del recorrido del transiberiano.

El 14 de julio de 1918 la División 85 del Ejército de los Estados Unidos dejó el campo de entrenamiento de Custer, en Míchigan, para dirigirse al frente occidental en Francia. Tres días después, el presidente Wilson aceptó una participación limitada de tropas americanas en la intervención aliada con la estipulación de que serían usadas solamente para custodiar las reservas de material de guerra. Cuando el general de los Estados Unidos John J. Pershing recibió la directriz del presidente Wilson, cambió las órdenes del Regimiento de Infantería 339, junto con las del Primer Batallón del Cuerpo de Ingenieros 310 y de unas pocas unidades de la División 85. En lugar de llevarlas a encabezar las tropas de Francia, estas unidades fueron reasignadas al Reino Unido con armas rusas y luego fueron enviadas al norte de Rusia. Llegaron a Arcángel el 4 de septiembre de 1918, donde estuvieron con un mando británico, ya que las fuerzas expedicionarias aliadas habían ocupado Arcángel el 2 de agosto de 1918.
Al mismo tiempo, se envió a 7,950 militares estadounidenses a Vladivostok, en Rusia, que formaron parte de la intervención aliada en Siberia.
En octubre de 1919 los informes indicaban 553 bajas: 109 muertos en combate, 35 debido a heridas, 81 muertos por enfermedades, 19 muertos por accidentes u otras causas y 305 prisioneros de guerra.
Los restos de 56 soldados fueron traídos de Rusia y enterrados de nuevo en el Memorial del Oso Polar, realizado por el escultor Leon Hermant en el cementerio de White Chapel de Troy, Míchigan, en una ceremonia que tuvo lugar el 30 de mayo de 1930.
En 2003 falleció Harold Gunnes, nacido en 1899, que era el último estadounidense que quedaba de los que habían participado en esa expedición.